# Laurie Burkinshaw
Laurence Burkinshaw (2 tháng 12 năm 1893 – 1969) là một cầu thủ bóng đá người Anh sinh ra ở Kilnhurst, Yorkshire, thi đấu ở vị trí outside right. Ông có 120 lần ra sân ở Football League, thi đấu cho Sheffield Wednesday, Birmingham và Halifax Town.